# فرودگاه سلطان اسکندر مودا
فرودگاه سلطان اسکندر مودا (به انگلیسی: Sultan Iskandar Muda Airport) (به زبان بومی: Bandara Internasional Sultan Iskandar Muda) یک فرودگاه همگانی با کد یاتا BTJ است که یک باند فرود آسفالت دارد و طول باند آن ۳۰۰۰ متر است. این فرودگاه در کشور اندونزی قرار دارد و در ارتفاع ۲۰ متری از سطح دریا واقع شده‌است.

## شرکت‌های هواپیمایی و مقصدهای پروازی

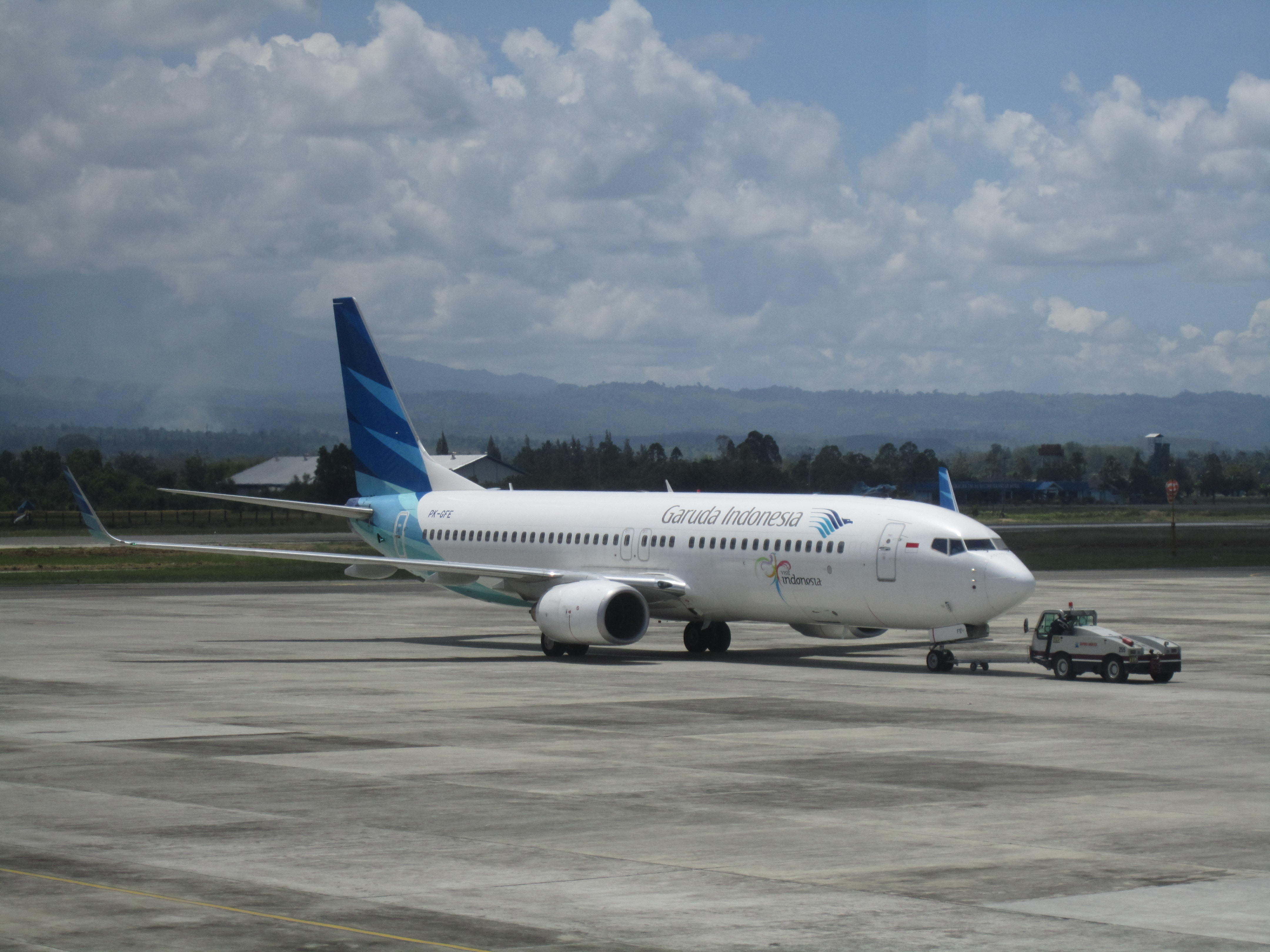
A گارودا ایندونزیا aircraft being towed at Sultan Iskandar Muda International Airport to Jakarta

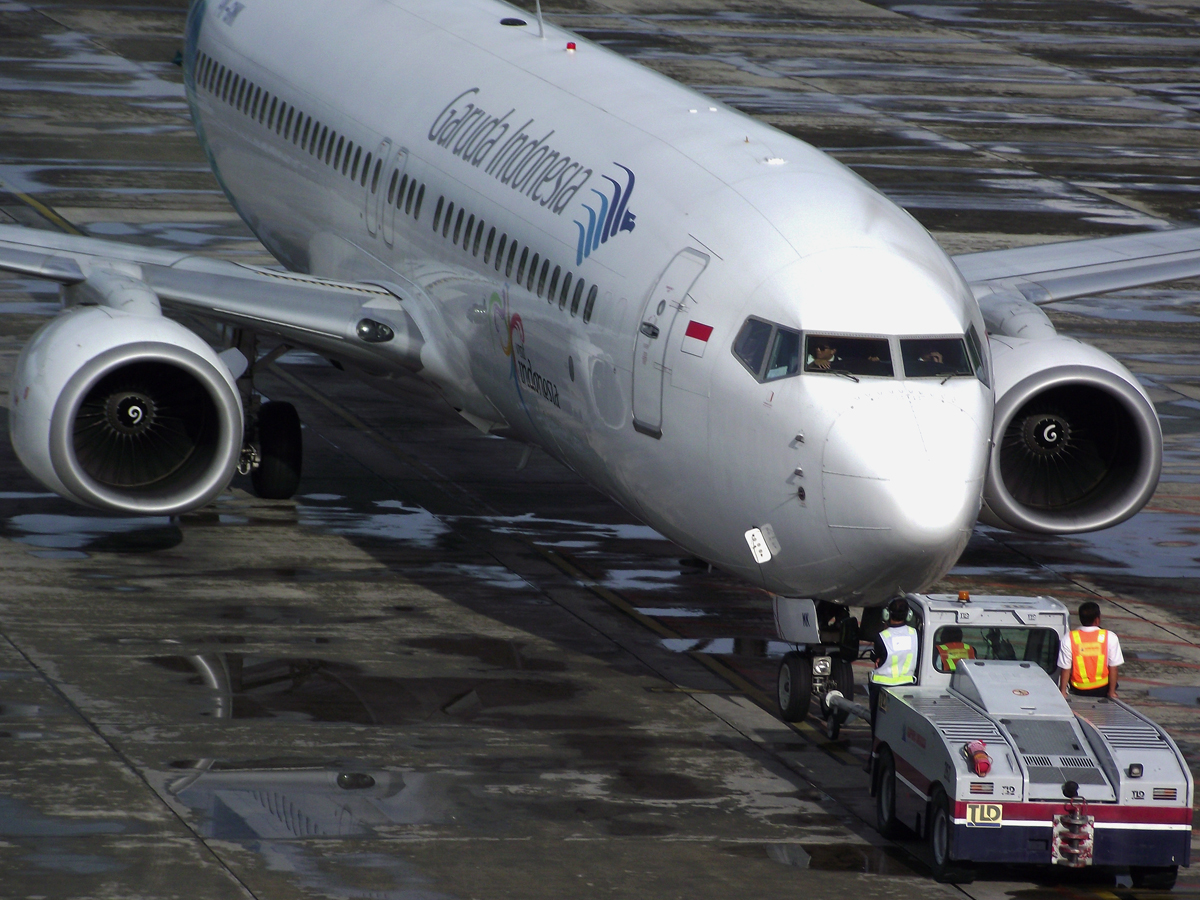
Garuda Indonesia بوئینگ 737-800 PK-GMK, ready for push and start on BTJ on flight to CGK

The following destinations are served from the airport:
| شرکت‌های هواپیمایی | مقصدهای پروازی                                              |
| ----------------- | ----------------------------------------------------------- |
| ایرآسیا           | کوالالامپور                                                 |
| باتیک ایر         | حلیم پرداناکوسوما، سوئکارنو-هتا                             |
| سیتیلینک          | کوالا نامو                                                  |
| Firefly           | پنانگ                                                       |
| گارودا ایندونزیا  | سوئکارنو-هتا فصلی: ملک عبدالعزیز، شاهزاده محمد بن عبدالعزیز |
| لاین ایر          | هنگ نادیم، کوالا نامو                                       |
| نسما ایرلاینز     | Hajj:ملک خالد                                               |
| سوسی ایر          | Blangkejeren، Blangpidie، Kutacane، کات نیاک دین، لاسیکین   |